# 田辺とおる
田辺 とおる（田辺 徹、たなべ とおる、1961年1月6日 - ）は、日本のオペラ歌手。神奈川県横浜市出身。

## 来歴
警察官の父と教師の母のもと育ち、4歳からピアノを習う。神奈川県立横浜翠嵐高等学校では新聞部に所属し、落語とフルートに熱中。大学か落語家かフルート奏者か悩んだ末、海外留学に憧れてオーストリアの音楽大学へ進学、3年次に声楽科へ転向し、さらにドイツの音楽大学で学ぶ。
1984年に帰国、武蔵野音楽大学を卒業し、銀座のドイツレストランで歌手デビューした。
1991年に国際ロータリー財団海外留学生として、再びオーストリアへオペラ留学。その後、ドイツのオペラハウスと専属契約を結び、外国人としては異例の年間最多150公演に出演。
2000年にフリーとなり、ドイツと日本で活動を展開。映画『ラスト サムライ』では渡辺謙のドイツ語・フランス語・スペイン語吹き替えを担当した。
2007年、20年間のドイツ・ベルリンでの生活から活動拠点を日本に移し、国立音楽大学講師となる。2009年、東京国際声楽コンクールを創設し、以降地方予選で毎年夏に石川県を訪れる。
2011年から名古屋芸術大学客員教授、2014年から名古屋音楽大学客員教授。2017年に東京外国語大学大学院博士前期課程修了。
2019年の第25回参議院議員通常選挙（石川県選挙区）に国民民主党公認で立候補したが落選。2021年10月9日、立憲民主党が第49回衆議院議員総選挙福岡6区に田辺を擁立すると発表した。投開票の結果落選。

## 出演作品

### テレビ番組
- NHK番組たまご「音楽のちから」（ちからマスター）
- 地球アゴラ
- ドイツ語会話

### 吹き替え
- CSI:ニューヨーク（ドイツ語版）
- バットマン ビギンズ（ドイツ語・フランス語・スペイン語版吹き替え）（ラーズ・アル・グール）
- ラスト サムライ（ドイツ語・フランス語・スペイン語版吹き替え）（勝元盛次〈渡辺謙〉）

### ゲーム
- プリンセスメーカー5（オープニングソング）